# Алвеш, Витор
 Витор Мануэл Родригиш Алвиш  (порт.  Vítor Manuel Rodrigues Alves; 30 сентября 1935 , Мафра, Португалия — 9 января 2011  , Лиссабон, Португалия) — португальский государственный, политический и военный деятель, активный участник и один из лидеров «Революции гвоздик» один из влиятельных португальских политиков послереволюционного периода.

## Биография
Витор Мануэл Родригиш Алвиш родился 30 сентября 1935 года в Мафре округ Лиссабон (до 1976 года провинция Эштремадура)в семье Мануэла Эдуарду Алвиша да Силвы (род.1913) и Пальмиры Марии Родригиш (род.1915).

### Военная карьера
14 октября 1954 года Витор Алвиш поступил в Военную школу, в 1956 году получил звание аспиранта, а 1 ноября 1958 года — алферса пехоты. В том же году был направлен в т. н. «комиссию» — на прохождение военной службы в колониях Португалии. До 1963 года служил в Мозамбике во 2-м отделе Штаба Мозамбикского военного округа (порт.  2.ª Repartição do Quartel-General da Região Militar de Moçambique) в Лоренсу-Маркише. Там 1 декабря 1960 года ему было присвоено звание лейтенанта пехоты. 14 июля 1963 года, после четырёх с лишним лет «комиссии» в Мозамбике, Витор Алвиш получил звание капитана пехоты. Однако в тот же год он был направлен на службу в другую португальскую колонию — в Анголу, где уже шла партизанская война. В 1966 году Алвиш был отозван из Анголы, однако в 1967 году вновь направлен туда для продолжения службы. В 1969 году он был удостоен премии генерал-губернатора Анголы за социально-экономические мероприятия в интересах коренного африканского населения. В 1970 году неоднократно награждённый капитан Витор Алвиш был отозван в Португалию в распоряжение Главного штаба сухопутных войск. 1 марта 1972 года ему было присвоено звание майора пехоты.

### «Движение капитанов»
После принятия в июле 1973 года декрета-закона № 353/73, дискриминировавшего права кадровых офицеров, прошедших войну в колониях, майор Витор Алвиш стал одним из лидеров протестного движения в офицерской среде. Он вошёл в число главных инициаторов встречи в Эворе 9 сентября 1973 года, во время которой было основано «Движение капитанов», выступившее за изменение политического режима в Португалии. 5 декабря он вместе с майором Отелу Сарайва ди Карвалью и капитаном Вашку Лоуренсу вошёл в состав руководства Движения, где отвечал за политическую ориентацию, а 8 марта 1974 года был введён в состав Политического комитета (порт.  Comissão Política do MFA). 18 марта он обсуждал с Отелу Сарайва ди Карвалью и Эрнешту Мелу Антунишем политическую программу Движения и его Манифест, а 22 марта, в ночь перед отъездом на Азорские острова, Мелу Антуниш передал ему подготовленные документы для продолжения работы. С 24 марта отвечал в Координационной комиссии за военную политику движения.

### После Революции гвоздик. Политик и министр
На следующий день после Революции гвоздик, в 07.30 утра 26 апреля 1974 года майор Витор Алвиш впервые появился на публике как политик, представив окончательный вариант Программы Движения вооружённых сил. Он заявил, что решение проблемы колоний будет политическим, а не военным, и что внутренние проблемы Португалии будут решаться путём широкого национального диалога. В тот же день он вновь представил Программу в штаб-квартире ДВС в казармах в Понтинья
Через день, 27 апреля 1974 года майор Алвиш стал членом Координационной комиссии Движения вооружённых сил от сухопутных войск. 31 мая 1974 года он стал членом Государственного совета Португалии (до 17 июля 1974 года), а 17 июля 1974 года получил пост одного из государственных министров без портфеля (вместе с Алвару Куньялом, Мелу Антунишем и Жоакимом Магальяйншем Мотой) во II Временном правительстве Вашку Гонсалвиша. Алвиш сохранил этот пост и в III Временном правительстве. Одновременно он вместе с Вашку Гонсалвишем с 3 октября возглавил министерство национальной обороны и отвечал за вопросы средств массовой информации. По его инициативе был принят закон о печати (до 24 марта 1975 года). 10 октября 1974 года он стал членом Совета Двадцати (порт. Conselho dos Vinte) или Совета ДВС, а 6 декабря 1974 года — членом Ассамблеи Двухсот (порт. Assembleia dos Duzentos) или Ассамблеей ДВС (порт. Assembleia de Delegados do MFA).
21 марта 1975 год а Витор Алвиш стал членом Революционного совета Португалии и его пресс-секретарём, с апреля по сентябрь того же года был представителем Португалии в странах «Общего рынка».

### В «Группе девяти». Политик конституционного периода
Витор Алвиш был одним из наиболее видных лидеров «умеренного» течения внутри ДВС, идеологически близкого к европейской социал-демократии. Летом 1975 года, когда политическое противостояние в стране достигло предела, он выступил против революционного курса генерала Вашку Гонсалвиша. 8 августа вместе с рядом других членов Революционного совета Алвиш подписал «Документ девяти» с требованием прекратить радикальные реформы и приступить к строительству «португальского социализма», базирующегося на демократических ценностях. В августе Алвиш возглавлял делегацию Португалии на Пятой конференции неприсоединившихся стран в Коломбо.
Вскоре он вернулся в правительство, заняв 19 сентября 1975 года пост министра образования и научных исследований в кабинете адмирала Ж. Б. Пинейру ди Азеведу.
После перехода к конституционному правлению майор Витор Алвиш сохранил только пост члена Революционного совета. С 1977 года он был президентом Национальной комиссии Дня Камоэнса (порт.  Comissão Nacional do Dia de Camões, das Comunidades e de Portugal), в 1978 году получил звание подполковника, 22 октября 1982 года стал одним из основателей Ассоциации 25 апреля, а 30 октября того же года был переведён в резерв армии. Когда руководством страны было принято решение о прекращении переходного периода, 11 декабря 1982 года (другие данные — 14 июля) Алвиш сложил полномочия члена Революционного совета, который прекратил своё существование и стал одним из советников президента республики.
После 1982 года Витор Алвиш примкнул к Партии демократического обновления и вновь принял активное участие в политической жизни. В 1985 году он выдвигал свою кандидатуру от этой партии в депутаты по округу Бежа, в 1987 году от неё же баллотировался в депутаты Европарламента, в 1989 году — в муниципалитет Лиссабона.
28 октября 1991 года Витор Алвиш стал военным пенсионером. В 1997—2000 годах он входил в контрольный совет министерства юстиции, был членом Совета национальных орденов. В 2001 году Алвишу было присвоено звание полковника. В 2004 году Витор Алвиш участвовал в мероприятиях по случаю 30-й годовщины Революции гвоздик, проводившихся Калифорнийским университетом в Беркли (США). В последние годы болезнь практически не давала ему выходить из дома, где он постоянно получал медицинскую помощь.
 Витор Мануэл Родригиш Алвиш  скончался от рака утром 9 января 2011 года в военном госпитале в Лиссабоне. Такие деятели революции, как адмирал Витор Крешпу и майор Алмада Контрераш тогда высоко оценили его роль в событиях 1973—1976 годов, назвав одной из главных фигур того времени, стремившейся добиться компромисса и избежать крайностей. Президент Ассоциации 25 апреля Вашку Лоуренсу в интервью агентству Франс пресс заявил, что «страна потеряла своего первого гражданина, который рисковал всем ради победы свободы и демократии в Португалии» (порт.  o país perdeu um cidadão de primeira que tudo arriscou para que a democracia e a liberdade vigorassem em Portugal). Витор Алвиш был похоронен 10 января 2011 года после траурной церемонии в часовне Военной академии.

## Частная жизнь
29 марта 1962 года в Лоренсу-Маркише Витор Алвеш женился на Марии Терезе Гомеш Феррейра де Алмейда Алвеш (порт.   Maria Teresa Gomes Ferreira de Almeida Alves) (род.1939), дочери капитана 2-го ранга Эужениу Феррейра де Алмейда (порт. Eugénio Ferreira de Almeida) и Эрмелинды Тейшейра Гомеш (порт. Ermelinda Teixeira Gomes). У них родилась дочь Криштина.

## Награды
Во время службы в Анголе Витор Алвиш был награждён медалью «За военные заслуги» 3-й степени (порт.  Medalha de Mérito Militar de 3.ª classe, 1969), премией Генерал-губернатора Анголы (1969), Серебряной медалью с пальмами за выдающиеся заслуги (порт. Medalha de Prata de serviços distintos com palma, 1970). После 1976 года он был награждён Серебряной медалью за образцовое поведение (порт. Medalha de Comportamento Exemplar de Prata), а в 1983 году — Большим Крестом Ордена Свободы.